# کفش‌های قرمز (ترانه)
«کفش‌های قرمز» (به انگلیسی: The Red Shoes) تک‌آهنگی از هنرمند اهل بریتانیا کیت بوش است که سال ۱۹۹۴ میلادی منتشر شد. این تک‌آهنگ در آلبوم کفش‌های قرمز قرار داشت.